# Astrid Méganck
Astrid Méganck is een personage uit de Vlaamse soapserie Wittekerke dat werd gespeeld door Kristien Coenen. Ze was te zien van het eerste tot het derde seizoen, van 1994 tot 1996.

## Personage
Astrid verschijnt in de serie wanneer ze haar polsen probeert open te snijden in de Schorre. Ze blijkt zwanger te zijn van een onenightstand. Ze heeft schrik van de reactie van haar ouders, die in het geld zwemmen. Chris Deleu helpt haar door te zeggen dat hij de vader is. De vader van Astrid biedt hem 250.000 BEF aan om uit haar leven te verdwijnen, maar dat wil hij niet. Als haar ouders haar adoptie of abortus willen aanpraten zegt Chris dat hij met haar wil trouwen. 
Ze gaan in een huis van Astrids vader wonen en Chris gaat voor zijn immobiliënkantoor werken. Ze zijn erg gelukkig samen. Astrid is volop bezig met kopen van babyspullen. Ze kan wel niet koken, maar doet haar best om het te leren. Katrien Coppens wordt haar vriendin. Haar vriendinnen van vroeger wil ze niet meer zien. Als Marcel liefdesverdriet heeft om Joke geven ze een feestje voor hem. Bij het opruimen heft Astrid een tafel en krijgt pijn in haar buik. Ze moet naar het ziekenhuis en verliest haar kindje. Omdat ze denkt dat Chris enkel met haar getrouwd is om de vader te zijn van haar kind gaat ze terug met haar ouders naar huis. Chris wil echter getrouwd blijven met Astrid en overhaalt haar om terug te keren. Astrid kan de dood van haar baby niet verwerken en haalt vreemde streken uit zoals kippengaas tegen het hele huis plakken om daar bloemen tegen te laten groeien. Ze koopt ook alle winkels leeg. Chris besluit haar te laten opnemen in een psychiatrische instelling. Na een tijdje komt Astrid hier als herboren uit. Zij en Chris worden weer gelukkig samen en Astrid wordt weer zwanger. Ze bevalt van een dochter Maya. Ze heeft fel hoofdpijn maar zegt dat dat wel over zal gaan. De volgende dag wordt Chris ontboden in het ziekenhuis. Astrid heeft een massieve hersenbloeding gehad en is 's nachts overleden. Ze wordt gecremeerd. Niet veel later komt Chris zelf om het leven in een aanslag van Stef Tavernier. 

## Vertrek
Astrid klaagt na de geboorte van haar kind, Maya, over vreselijke hoofdpijn. De volgende dag krijgt Chris het slechte nieuws dat Astrid overleden is aan een hersenbloeding.

## Familie
- Chris Deleu (man)
- Maya Deleu (dochter)
- Christiane Biermans (moeder)
- Johan Méganck (vader)